# Brangović
Brangović (cyr. Бранговић) – wieś w Serbii, w okręgu kolubarskim, w mieście Valjevo. W 2011 roku liczyła 139 mieszkańców.